# Ängessjön (Bygdeå socken, Västerbotten)
Ängessjön är en sjö i Robertsfors kommun i Västerbotten och ingår i Dalkarlsåns huvudavrinningsområde. Sjön har en area på 0,523 kvadratkilometer och ligger 14 meter över havet.

## Delavrinningsområde
Ängessjön ingår i det delavrinningsområde (711417-174646) som SMHI kallar för Ovan Storbäcken. Medelhöjden är 19 meter över havet och ytan är 8,4 kvadratkilometer. Räknas de 23 avrinningsområdena uppströms in blir den ackumulerade arean 259,22 kvadratkilometer. Avrinningsområdets utflöde Dalkarlsån mynnar i havet. Avrinningsområdet består mestadels av skog (65 procent). Avrinningsområdet har 0,53 kvadratkilometer vattenytor vilket ger det en sjöprocent på 6,3 procent. Bebyggelsen i området täcker en yta av 0,32 kvadratkilometer eller 4 procent av avrinningsområdet.